# Jussiê Ferreira Vieira
Jussiê Ferreira Vieira (født 19. september 1983) er en tidligere brasiliansk fodboldspiller.